# Tomoya Inukai
Tomoya Inukai (犬飼 智也?, Inukai Tomoya; Shizuoka, 12 maggio 1993) è un calciatore giapponese, difensore del Kashiwa Reysol.

## Caratteristiche tecniche
Ricopre il ruolo di difensore centrale.

## Carriera
Prodotto del vivaio dello Shimizu S-Pulse, compie il suo debutto in prima squadra nel 2012. Poco utilizzato nella sua prima stagione, nel 2013 passa in prestito al Matsumoto Yamaga, squadra di J2 League. Con i Ptarmigans trova continuità di gioco, andando spesso anche in gol: nel corso di una stagione e mezza collezionerà 63 presenze e 9 reti, contribuendo enormemente alla storica promozione del club in J1 League.
Scaduto il prestito compie quindi il suo ritorno all'S-Pulse. Nel 2018 è acquistato dai Kashima Antlers.

## Palmarès

### Club

#### Competizioni nazionali
- Supercoppa del Giappone: 1

Urawa Red Diamonds: 2022

#### Competizioni internazionali
- AFC Champions League: 2

Kashima Antlers: 2018
Urawa Red Diamonds: 2022